# Mycoplasma meleagridis
Mycoplasma meleagridis è una specie di batterio appartenente alla famiglia delle Mycoplasmataceae.